# Josif Slipij
Josif Slipij-Kobernicki-Dičkovski (ukrajinsko Йосиф Сліпий), ukrajinski ukrajinskokatoliški duhovnik, škof in kardinal, * 17. februar 1892, Zazdrist, † 7. september 1984, Rim.

## Življenjepis
30. septembra 1917 je prejel duhovniško posvečenje.
25. novembra 1939 je bil imenovan za nadškofa pomočnika Lviva in za naslovnega nadškofa Serraee; 22. decembra istega leta je prejel škofovsko posvečenje.  
Nadškofovski položaj je nasledil 1. novembra 1944. (po smrti dolgoletnega nadškofa in voditelja ukrajinskih unijatov Andreja Šeptickega). 
V obdobju po letu 1945 je bil zaprt, ker je bila grškokatoliška cerkev v Sovjetski zvezi prepovedana. Po izpustitvi je odšel v Rim (na 2. vatikanski koncil) in tam ostal do svoje smrti. 
23. decembra 1963 je postal višji nadškof Lviva (ukrajinske grškokatoliške cerkve)
22. februarja 1965 je bil povzdignjen v kardinala in imenovan za kardinal-duhovnika S. Atanasio.
1975 se je sam proglasil za patriarha Ukrajinske grškokatoliške cerkve (naziv ni bil uradno priznan s strani Rimske kurije)